# Lavilletertre
 Lavilletertre  es una comuna y población de Francia, en la región de Picardía, departamento de Oise, en el distrito de Beauvais y cantón de Chaumont-en-Vexin.
Su población en el censo de 1999 era de 599 habitantes.
Está integrada en la Communauté de communes du Vexin Thelle.

## Demografía
| 500 | 413 | 463 | 505 | 540 | 599 |
| Para los censos de 1962 a 1999 la población legal corresponde a la población sin duplicidades (Fuente: INSEE [Consultar]) |     |     |     |     |     |